# IAAF Diamond League 2010 - 200 metri piani maschili
La prova dei 200 metri piani maschili è stata disputata per 7 volte durante la Diamond League 2010 ed i meeting elencati sotto sono quelli durante i quali la competizione si è svolta.
La classifica generale con successiva vincita di 80.000$ (valore del diamante) ha visto al primo posto il velocista statunitense Wallace Spearmon che ha vinto l'ultima prova, con accumulo di 8 punti, al meeting di Zurigo. Lo statunitense Walter Dix, dominatore di ben 4 prove e leader della classifica fino alla penultima gara, non si è presentato alla finale tenutasi a Zurigo del Weltklasse Zürich quindi, secondo regolamento viene tolto dalla classifica generale.
Sono stati addirittura cinque i record del meeting migliorati per quanto riguarda questa specialità e ottime prestazioni in termini cronometrici si sono avute sia a Eugene che a Monaco, prove vinte con 19"72. Il giamaicano Yohan Blake pur con una mediocre partenza all'Herculis 2010 ha stabilito il proprio primato personale con il tempo di 19"78, che lo pone al 4º posto nel ranking mondiale della specialità. All'Athletissima di Losanna Churandy Martina ha stabilito il nuovo record delle Antille Olandesi con 20"08.

## Shanghai Golden Grand Prix

### Risultati

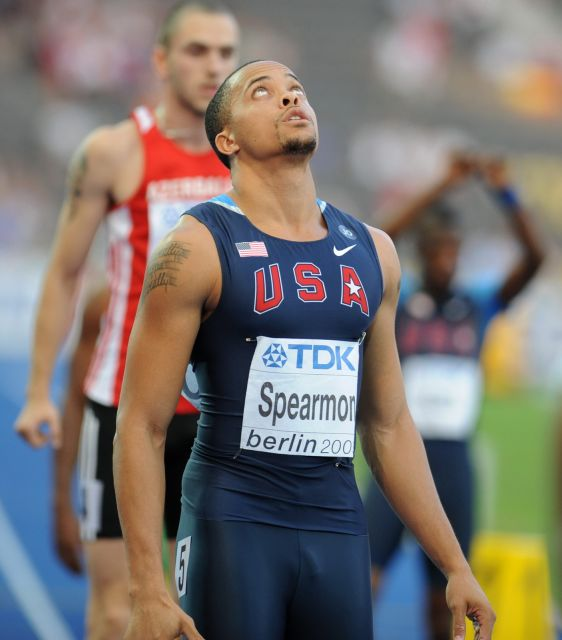
Wallace Spearmon è il vincitore della classifica generale

| Posizione | Nome             | Nazionalità      | Tempo | T.reazione | Note                                     | Punti | Pos. |
| --------- | ---------------- | ---------------- | ----- | ---------- | ---------------------------------------- | ----- | ---- |
|           | Usain Bolt       | Giamaica         | 19.76 | 0.192      |                                          | 4     | 1    |
| 2         | Angelo Taylor    | Stati Uniti      | 20.34 | 0.169      | Miglior prestazione personale            | 2     | 2    |
| 3         | Ryan Bailey      | Stati Uniti      | 20.43 | 0.194      |                                          | 1     | 3    |
| 4         | Marvin Anderson  | Giamaica         | 20.48 | 0.204      | Miglior prestazione personale stagionale |       |      |
| 5         | Churandy Martina | Antille Olandesi | 20.95 | 0.211      |                                          |       |      |
| 6         | Ronald Pognon    | Francia          | 21.00 | 0.238      | Miglior prestazione personale stagionale |       |      |
| 7         | Shinji Takahira  | Giappone         | 21.12 | 0.180      |                                          |       |      |
| 8         | Peimeng Zhang    | Cina             | 21.46 | 0.168      | Miglior prestazione personale stagionale |       |      |
| 9         | Mingzhuan Li     | Cina             | 21.47 | 0.211      |                                          |       |      |

## Golden Gala

### Risultati
| Posizione | Nome             | Nazionalità | Tempo | T.reazione | Note                                     | Punti | Pos. |
| --------- | ---------------- | ----------- | ----- | ---------- | ---------------------------------------- | ----- | ---- |
|           | Walter Dix       | Stati Uniti | 19.86 | 0.281      |                                          | 4     | 1    |
| 2         | Wallace Spearmon | Stati Uniti | 20.05 | 0.218      |                                          | 2     | 3    |
| 3         | Paul Hession     | Irlanda     | 20.60 | 0.186      |                                          | 1     | 5    |
| 4         | Xavier Carter    | Stati Uniti | 20.60 | 0.145      |                                          |       |      |
| 5         | Steve Mullings   | Giamaica    | 20.73 | 0.248      |                                          |       |      |
| 6         | Marlon Devonish  | Regno Unito | 20.79 | 0.279      | Miglior prestazione personale stagionale |       |      |
| 7         | Ainsley Waugh    | Giamaica    | 20.80 | 0.202      |                                          |       |      |
| 8         | Diego Marani     | Italia      | 20.91 | 0.186      | Miglior prestazione personale            |       |      |
| 9         | Marvin Anderson  | Giamaica    | 26.30 | 0.258      |                                          |       |      |

## Prefontaine Classic

### Risultati
| Posizione | Nome                | Nazionalità       | Tempo | T.reazione | Note                                     | Punti | Pos. |
| --------- | ------------------- | ----------------- | ----- | ---------- | ---------------------------------------- | ----- | ---- |
|           | Walter Dix          | Stati Uniti       | 19.72 | 0.173      |                                          | 8     | 1    |
| 2         | Tyson Gay           | Stati Uniti       | 19.76 | 0.178      |                                          | 2     | 3    |
| 3         | Ryan Bailey         | Stati Uniti       | 20.17 | 0.188      | Miglior prestazione personale            | 2     | 3    |
| 4         | Xavier Carter       | Stati Uniti       | 20.30 | 0.190      | Miglior prestazione personale stagionale |       |      |
| 5         | Richard Thompson    | Trinidad e Tobago | 20.48 | 0.183      |                                          |       |      |
| 6         | Shawn Crawford      | Stati Uniti       | 20.50 | 0.154      | Miglior prestazione personale stagionale |       |      |
| 7         | Churandy Martina    | Antille Olandesi  | 20.52 | 0.170      |                                          |       |      |
| 8         | Jaysuma Saidy Ndure | Norvegia          | 20.67 | 0.219      |                                          |       |      |

## Athletissima

### Risultati
| Posizione | Nome              | Nazionalità      | Tempo | T.reazione | Note                                     | Punti | Pos. |
| --------- | ----------------- | ---------------- | ----- | ---------- | ---------------------------------------- | ----- | ---- |
|           | Walter Dix        | Stati Uniti      | 19.86 | 0.405      |                                          | 12    | 1    |
| 2         | Churandy Martina  | Antille Olandesi | 20.08 | 0.488      | Record nazionale                         | 2     | 3    |
| 3         | Xavier Carter     | Stati Uniti      | 20.15 | 0.479      | Miglior prestazione personale stagionale | 1     | 8    |
| 4         | Paul Hession      | Irlanda          | 20.46 | 0.424      | =                                        | 1     | 8    |
| 5         | Ainsley Waugh     | Giamaica         | 20.46 | 0.198      | Miglior prestazione personale stagionale |       |      |
| 6         | Shawn Crawford    | Stati Uniti      | 20.69 | 0.210      |                                          | 1     |      |
| 7         | Jordan Boase      | Stati Uniti      | 20.79 | 0.190      | Miglior prestazione personale stagionale |       |      |
| 8         | Marc Schneeberger | Svizzera         | 20.87 | 0.423      |                                          |       |      |

## Aviva British Grand Prix

### Risultati
| Posizione | Nome                | Nazionalità      | Tempo | T.reazione | Note                                     | Punti | Pos. |
| --------- | ------------------- | ---------------- | ----- | ---------- | ---------------------------------------- | ----- | ---- |
|           | Walter Dix          | Stati Uniti      | 20.26 | 0.169      |                                          | 16    | 1    |
| 2         | Wallace Spearmon    | Stati Uniti      | 20.29 | 0.167      |                                          | 4     | 3    |
| 3         | Jaysuma Saidy Ndure | Norvegia         | 20.31 | 0.149      | Miglior prestazione personale stagionale | 1     | 8    |
| 4         | Angelo Taylor       | Stati Uniti      | 20.50 | 0.143      |                                          | 2     | 4    |
| 5         | Churandy Martina    | Antille Olandesi | 20.62 | 0.159      |                                          | 2     | 4    |
| 6         | Marlon Devonish     | Stati Uniti      | 20.68 | 0.157      | Miglior prestazione personale stagionale |       |      |
| 7         | Calvin Smith        | Stati Uniti      | 21.11 | 0.177      |                                          |       |      |
| 8         | Craig Pickering     | Regno Unito      | 21.34 | 0.158      |                                          |       |      |

## Herculis

### Risultati
| Posizione | Nome             | Nazionalità       | Tempo | T.reazione | Note                                     | Punti | Pos. |
| --------- | ---------------- | ----------------- | ----- | ---------- | ---------------------------------------- | ----- | ---- |
|           | Tyson Gay        | Stati Uniti       | 19.72 | 0.246      |                                          | 6     | 2    |
| 2         | Yohan Blake      | Giamaica          | 19.78 | 0.287      | Miglior prestazione personale            | 2     | 5    |
| 3         | Wallace Spearmon | Stati Uniti       | 19.93 | 0.220      | Miglior prestazione personale stagionale | 5     | 3    |
| 4         | Xavier Carter    | Stati Uniti       | 20.14 | 0.169      | Miglior prestazione personale stagionale | 1     | 9    |
| 5         | Shawn Crawford   | Stati Uniti       | 20.53 | 0.171      |                                          |       |      |
| 6         | Ainsley Waugh    | Giamaica          | 20.70 | 0.176      |                                          |       |      |
| 7         | Aaron Armstrong  | Trinidad e Tobago | 20.94 | 0.171      |                                          |       |      |
| 8         | Ryan Bailey      | Stati Uniti       | 21.45 | 0.265      |                                          |       |      |

## Weltklasse Zürich

### Risultati
| Posizione | Nome                | Nazionalità      | Tempo | T.reazione | Note                                     | Punti | Pos. |
| --------- | ------------------- | ---------------- | ----- | ---------- | ---------------------------------------- | ----- | ---- |
|           | Wallace Spearmon    | Stati Uniti      | 19.79 | 0.155      |                                          | 13    | 1    |
| 2         | Yohan Blake         | Giamaica         | 19.86 | 0.272      |                                          | 6     | 2    |
| 3         | Ryan Bailey         | Stati Uniti      | 20.10 | 0.153      | Miglior prestazione personale            | 4     | 3    |
| 4         | Steve Mullings      | Giamaica         | 20.11 | 0.178      | Miglior prestazione personale stagionale |       |      |
| 5         | Jaysuma Saidy Ndure | Norvegia         | 20.29 | 0.156      | Miglior prestazione personale stagionale | 1     | 5    |
| 6         | Xavier Carter       | Stati Uniti      | 20.38 | 0.183      |                                          | 1     | 5    |
| 7         | Churandy Martina    | Antille Olandesi | 20.40 | 0.157      |                                          | 2     | 4    |
| 8         | Marc Schneeberger   | Svizzera         | 20.55 | 0.147      | Miglior prestazione personale stagionale |       |      |

## Classifica generale
| Pos. | Nome                | Nazionalità      | SHA | ROM | EUG | LOS | GAT | MON | ZUR | Punti | Miglior Tempo |
| ---- | ------------------- | ---------------- | --- | --- | --- | --- | --- | --- | --- | ----- | ------------- |
|      | Wallace Spearmon    | Stati Uniti      | A   | 2   | A   | A   | 2   | 1   |     | 13    | 19.79         |
| 2    | Yohan Blake         | Giamaica         | A   | A   | A   | A   | A   | 2   | 4   | 6     | 19.78         |
| 3    | Ryan Bailey         | Stati Uniti      | 1   | A   | 1   | A   | A   | 0   | 2   | 4     | 20.10         |
| 4    | Churandy Martina    | Antille Olandesi | 0   | A   | 0   | 2   | 0   | A   | 0   | 2     | 20.08         |
| 5    | Xavier Carter       | Stati Uniti      | A   | 0   | 0   | 1   | A   | 0   | 0   | 1     | 20.14         |
| 5    | Jaysuma Saidy Ndure | Norvegia         | A   | A   | 0   | A   | 1   | A   | 0   | 1     | 20.29         |

A = Assente

* I numeri 1, 2 e 4 indicano i punti guadagnati dall'atleta nella singola prova.